# Ligue 1 2017-18
La Temporada 2017-2018 de la Ligue 1 fue la octogésima edición de la Liga francesa de fútbol. La temporada tuvo un debutante en la categoría, el Amiens.
Esta temporada ve el inicio del patrocinio de la empresa francesa Conforama, ahora la liga pasará a llamarse «Ligue 1 Conforama» por tres temporadas.

## Equipos

### Ascensos y descensos
| Pos. | Descendidos de Ligue 1 |
| ---- | ---------------------- |
| 18º  | Lorient                |
| 19º  | Nancy                  |
| 20º  | Bastia                 |

| Pos. | Ascendidos de Ligue 2 |
| ---- | --------------------- |
| 1º   | Racing Estrasburgo    |
| 2º   | Amiens                |
| 3º   | Troyes                |

### Información de los equipos
| Equipo                      | Ciudad        | Entrenador           | Estadio                 | Aforo  | Marca          | Patrocinador                               |
| --------------------------- | ------------- | -------------------- | ----------------------- | ------ | -------------- | ------------------------------------------ |
| Amiens S. C.                | Amiens        | Christophe Pélissier | Stade de la Licorne     | 12 097 | Adidas         | Intersport                                 |
| Angers S. C. O.             | Angers        | Stéphane Moulin      | Stade Jean-Bouin        | 18 000 | Kappa          | Scania, Bodet                              |
| S. M. Caen                  | Caen          | Patrice Garande      | Stade Michel d'Ornano   | 21 215 | Umbro          | Maisons France Confort, Campagne de France |
| Dijon F. C. O.              | Dijon         | Olivier Dall'Oglio   | Stade Gaston Gérard     | 16 098 | Lotto          | DVF, Doras, IPS                            |
| F. C. Girondins de Bordeaux | Burdeos       | Gustavo Poyet        | Stade Matmut Atlantique | 42 115 | Puma           | Groupe Sweetcom                            |
| E. A. Guingamp              | Guingamp      | Antoine Kombouaré    | Stade du Roudourou      | 18 126 | Patrick        | Servagroupe, Aroma Celte                   |
| Lille O. S. C.              | Lille         | Christophe Galtier   | Stade Pierre-Mauroy     | 50 186 | New Balance    | Groupe Partouche                           |
| Olympique de Lyon           | Lyon          | Bruno Génésio        | Parc OL                 | 59 186 | Adidas         | Hyundai, Veolia                            |
| Olympique de Marsella       | Marsella      | Rudi García          | Stade Vélodrome         | 67 395 | Adidas         | Orange                                     |
| F. C. Metz                  | Metz          | Frédéric Hantz       | Stade Saint-Symphorien  | 24 500 | Nike           | Moselle                                    |
| A. S. Mónaco F. C.          | Mónaco        | Leonardo Jardim      | Stade Louis II          | 18 500 | Nike           | Fedcom                                     |
| Montpellier Hérault S. C.   | Montpellier   | Michel Der Zakarian  | Stade de la Mosson      | 32 939 | Nike           | Sud de France                              |
| F. C. Nantes                | Nantes        | Claudio Ranieri      | Stade de la Beaujoire   | 38 285 | Umbro          | Synergie                                   |
| O. G. C. Niza               | Niza          | Lucien Favre         | Allianz Riviera         | 35 624 | Macron         | Mutuelles du Soleil                        |
| París Saint-Germain F. C.   | París         | Unai Emery           | Parc des Princes        | 48 712 | Nike           | Emirates, Qatar Investment Fund            |
| R. C. Estrasburgo           | Estrasburgo   | Thierry Laurey       | Stade de la Meinau      | 27 500 | Hummel         | és Énergies                                |
| Stade Rennais F. C.         | Rennes        | Sabri Lamouchi       | Roazhon Park            | 29 778 | Puma           | Samsic                                     |
| A. S. Saint-Étienne         | Saint-Étienne | Jean-Louis Gasset    | Stade Geoffroy-Guichard | 41 965 | Le Coq Sportif | EoviMcd Mutuelle                           |
| Toulouse F. C.              | Toulouse      | Michaël Debève       | Stadium Municipal       | 33 500 | Joma           | Triangle Interim                           |
| E. S. Troyes A. C.          | Troyes        | Jean-Louis Garcia    | Stade de l'Aube         | 21 644 | Kappa          | Babeau Seguin                              |

### Cambios de entrenadores
| Equipo                      | Entrenador (jornadas)                                                     |
| --------------------------- | ------------------------------------------------------------------------- |
| F. C. Metz                  | Philippe Hinschberger (1-10) José Pinot (11) Frédéric Hantz (12-38)       |
| Stade Rennais F. C.         | Christian Gourcuff (1-12) Sabri Lamouchi (13-38)                          |
| A. S. Saint-Étienne         | Óscar García (1-12) Julien Sablé (13-18) Jean-Louis Gasset (19-38)        |
| Lille O. S. C.              | Marcelo Bielsa (1-13) Fernando Da Cruz (14-19) Christophe Galtier (20-38) |
| F. C. Girondins de Bordeaux | Jocelyn Gourvennec (1-21) Éric Bedouet (22) Gustavo Poyet (23-38)         |
| Toulouse F. C.              | Pascal Dupraz (1-22) Michaël Debève (23-38)                               |

### Equipos porregión
| Región                    | N.º | Equipos                           |
| ------------------------- | --- | --------------------------------- |
| Gran Este                 | 2   | Metz y Troyes                     |
| Alta Francia              | 2   | Lille y Amiens                    |
| Auvernia-Ródano-Alpes     | 2   | Olympique de Lyon y Saint-Étienne |
| Bretaña                   | 2   | EA Guingamp y Rennes              |
| Occitania                 | 2   | Toulouse y Montpellier            |
| País del Loira            | 2   | Nantes y Angers                   |
| Provenza-Alpes-Costa Azul | 2   | Olympique de Marsella y Niza      |
| Borgoña-Franco Condado    | 1   | Dijon                             |
| Isla de Francia           | 1   | París Saint-Germain               |
| Mónaco                    | 1   | AS Mónaco                         |
| Normandía                 | 1   | Caen                              |
| Nueva Aquitania           | 1   | Girondins de Burdeos              |
| Alsacia                   | 1   | Racing Estrasburgo                |

## Competición

### Reglamento
A partir de la temporada 2017-2018, los criterios de desempate atravesaron varias modificaciones con el propósito de dar más importancia a las confrontaciones directas. Por lo tanto los criterios en orden son:
1. Mayor número de puntos.
2. Mayor diferencia de gol general.
3. Mayor número de puntos en confrontaciones directas.
4. Mayor diferencia de gol particular.
5. Mayor número de goles en confrontaciones directas.
6. Mayor número de goles de visitante en confrontaciones directas.
7. Mayor número de goles marcados.
8. Mayor número de goles marcados de visitante.
9. Mayor número de goles marcados en un solo partido.
10. Mejor clasificación en "fair play" (1 punto por amarilla, 3 puntos por roja).

### Clasificación
| Pos. | Equipo                  | Pts. | PJ | G  | E  | P  | GF  | GC | Dif. | Clasificación o descenso                       |
| ---- | ----------------------- | ---- | -- | -- | -- | -- | --- | -- | ---- | ---------------------------------------------- |
| 1    | París Saint-Germain (C) | 93   | 38 | 29 | 6  | 3  | 108 | 29 | +79  | Fase de grupos de la Liga de Campeones         |
| 2    | Mónaco                  | 80   | 38 | 24 | 8  | 6  | 85  | 45 | +40  | Fase de grupos de la Liga de Campeones         |
| 3    | Olympique de Lyon       | 78   | 38 | 23 | 9  | 6  | 87  | 43 | +44  | Fase de grupos de la Liga de Campeones         |
| 4    | Olympique de Marsella   | 77   | 38 | 22 | 11 | 5  | 80  | 47 | +33  | Fase de grupos de la Liga Europa               |
| 5    | Stade Rennes            | 58   | 38 | 16 | 10 | 12 | 50  | 44 | +6   | Fase de grupos de la Liga Europa               |
| 6    | Girondins de Burdeos    | 55   | 38 | 16 | 7  | 15 | 53  | 48 | +5   | Segunda ronda clasificatoria de la Liga Europa |
| 7    | Saint-Étienne           | 55   | 38 | 15 | 10 | 13 | 47  | 50 | −3   |                                                |
| 8    | Niza                    | 54   | 38 | 15 | 9  | 14 | 53  | 52 | +1   |                                                |
| 9    | Nantes                  | 52   | 38 | 14 | 10 | 14 | 36  | 41 | −5   |                                                |
| 10   | Montpellier             | 51   | 38 | 11 | 18 | 9  | 36  | 33 | +3   |                                                |
| 11   | Dijon                   | 48   | 38 | 13 | 9  | 16 | 55  | 73 | −18  |                                                |
| 12   | EA Guingamp             | 47   | 38 | 12 | 11 | 15 | 48  | 59 | −11  |                                                |
| 13   | Amiens                  | 45   | 38 | 12 | 9  | 17 | 37  | 42 | −5   |                                                |
| 14   | Angers                  | 41   | 38 | 9  | 14 | 15 | 42  | 52 | −10  |                                                |
| 15   | Racing de Estrasburgo   | 38   | 38 | 9  | 11 | 18 | 44  | 67 | −23  |                                                |
| 16   | Caen                    | 38   | 38 | 10 | 8  | 20 | 27  | 52 | −25  |                                                |
| 17   | Lille                   | 38   | 38 | 10 | 8  | 20 | 41  | 67 | −26  |                                                |
| 18   | Toulouse                | 37   | 38 | 9  | 10 | 19 | 38  | 54 | −16  | Promoción por la permanencia                   |
| 19   | Troyes (D)              | 33   | 38 | 9  | 6  | 23 | 32  | 59 | −27  | Descenso de categoría                          |
| 20   | Metz (D)                | 26   | 38 | 6  | 8  | 24 | 34  | 76 | −42  | Descenso de categoría                          |

 Fuente: Marca.com y Lfp.fr
Notas:
1. 1 2  Debido a que el ganador de la Copa de Francia 2017-18 y la Copa de la Liga de Francia 2017-18 (París Saint-Germain) se clasificó para la Liga de Campeones, el cupo por ganar la Copa de Francia (fase de grupos de la Liga Europa 2018-19) pasó al 5° clasificado y el de la Copa de la Liga (segunda ronda clasificatoria de la Liga Europa 2018-19) pasó al 6° clasificado.

### Evolución de las posiciones
| Jornada Equipo        | 1  | 2  | 3  | 4  | 5  | 6  | 7  | 8  | 9  | 10 | 11 | 12 | 13 | 14 | 15 | 16 | 17 | 18 | 19 | 20 | 21 | 22 | 23 | 24 | 25 | 26 | 27 | 28 | 29 | 30 | 31 | 32 | 33 | 34 | 35 | 36 | 37 | 38 |
| Jornada Equipo        |    |    |    |    |    |    |    |    |    |    |    |    |    |    |    |    |    |    |    |    |    |    |    |    |    |    |    |    |    |    |    |    |    |    |    |    |    |    |
| --------------------- | -- | -- | -- | -- | -- | -- | -- | -- | -- | -- | -- | -- | -- | -- | -- | -- | -- | -- | -- | -- | -- | -- | -- | -- | -- | -- | -- | -- | -- | -- | -- | -- | -- | -- | -- | -- | -- | -- |
| París Saint-Germain   | 5  | 2  | 1  | 1  | 1  | 1  | 1  | 1  | 1  | 1  | 1  | 1  | 1  | 1  | 1  | 1  | 1  | 1  | 1  | 1  | 1  | 1  | 1  | 1  | 1  | 1  | 1  | 1  | 1  | 1  | 1  | 1  | 1  | 1  | 1  | 1  | 1  | 1  |
| Mónaco                | 6  | 3  | 2  | 2  | 2  | 2  | 2  | 2  | 2  | 2  | 2  | 2  | 2  | 3  | 4  | 3  | 3  | 2  | 2  | 2  | 4  | 4  | 4  | 3  | 2  | 2  | 2  | 2  | 2  | 2  | 2  | 2  | 2  | 2  | 3  | 3  | 2  | 2  |
| Olympique de Lyon     | 1  | 1  | 4  | 4  | 3  | 5  | 7  | 8  | 6  | 4  | 3  | 3  | 3  | 2  | 3  | 2  | 2  | 3  | 3  | 3  | 2  | 2  | 2  | 4  | 4  | 4  | 4  | 4  | 4  | 4  | 4  | 3  | 3  | 3  | 2  | 2  | 3  | 3  |
| Olympique de Marsella | 3  | 4  | 5  | 6  | 10 | 6  | 5  | 3  | 4  | 5  | 4  | 4  | 4  | 4  | 2  | 4  | 4  | 4  | 4  | 4  | 3  | 3  | 3  | 2  | 3  | 3  | 3  | 3  | 3  | 3  | 3  | 4  | 4  | 4  | 4  | 4  | 4  | 4  |
| Rennes                | 11 | 14 | 17 | 19 | 14 | 15 | 15 | 15 | 15 | 15 | 13 | 10 | 11 | 9  | 8  | 6  | 6  | 7  | 9  | 10 | 9  | 8  | 8  | 10 | 8  | 7  | 7  | 5  | 6  | 5  | 5  | 5  | 5  | 7  | 6  | 5  | 5  | 5  |
| Girondins de Burdeos  | 9  | 6  | 6  | 5  | 5  | 4  | 3  | 6  | 7  | 7  | 8  | 9  | 9  | 13 | 10 | 11 | 14 | 15 | 15 | 13 | 13 | 12 | 9  | 8  | 7  | 8  | 8  | 9  | 9  | 11 | 12 | 12 | 10 | 11 | 9  | 9  | 7  | 6  |
| Saint-Étienne         | 8  | 5  | 3  | 3  | 4  | 3  | 4  | 7  | 3  | 6  | 6  | 6  | 7  | 8  | 11 | 12 | 15 | 16 | 16 | 14 | 14 | 16 | 14 | 12 | 14 | 11 | 12 | 13 | 11 | 9  | 9  | 9  | 8  | 6  | 5  | 6  | 8  | 7  |
| Niza                  | 15 | 15 | 11 | 17 | 11 | 8  | 9  | 10 | 14 | 14 | 17 | 15 | 16 | 18 | 14 | 13 | 8  | 6  | 6  | 6  | 6  | 6  | 6  | 7  | 9  | 9  | 9  | 8  | 7  | 8  | 7  | 7  | 6  | 5  | 7  | 7  | 6  | 8  |
| Nantes                | 19 | 19 | 15 | 15 | 8  | 7  | 6  | 4  | 5  | 3  | 5  | 5  | 5  | 5  | 5  | 5  | 5  | 5  | 5  | 5  | 5  | 5  | 5  | 5  | 5  | 5  | 6  | 7  | 5  | 6  | 8  | 8  | 9  | 9  | 10 | 10 | 10 | 9  |
| Montpellier           | 7  | 11 | 9  | 12 | 17 | 12 | 12 | 13 | 11 | 8  | 9  | 8  | 8  | 7  | 7  | 8  | 7  | 11 | 7  | 8  | 8  | 7  | 7  | 6  | 6  | 6  | 5  | 6  | 8  | 7  | 6  | 6  | 7  | 8  | 8  | 8  | 9  | 10 |
| Dijon2                | 18 | 20 | 18 | 16 | 19 | 18 | 17 | 17 | 18 | 18 | 14 | 16 | 12 | 12 | 12 | 10 | 13 | 9  | 10 | 9  | 11 | 14 | 11 | 13 | 12 | 13 | 11 | 10 | 10 | 10 | 11 | 11 | 12 | 12 | 12 | 12 | 13 | 11 |
| Guingamp              | 4  | 12 | 14 | 9  | 12 | 10 | 10 | 11 | 9  | 11 | 11 | 13 | 14 | 15 | 16 | 14 | 10 | 12 | 8  | 7  | 7  | 9  | 10 | 9  | 10 | 10 | 10 | 12 | 13 | 14 | 10 | 10 | 11 | 10 | 11 | 11 | 11 | 12 |
| Amiens1               | 17 | 18 | 20 | 18 | 13 | 14 | 16 | 16 | 17 | 16 | 16 | 17 | 19 | 10 | 9  | 9  | 11 | 13 | 13 | 16 | 16 | 13 | 15 | 17 | 17 | 18 | 15 | 16 | 16 | 16 | 15 | 13 | 14 | 13 | 13 | 13 | 12 | 13 |
| Angers                | 10 | 7  | 7  | 7  | 7  | 11 | 11 | 12 | 10 | 12 | 12 | 14 | 15 | 16 | 19 | 19 | 19 | 19 | 19 | 18 | 15 | 17 | 16 | 16 | 18 | 19 | 17 | 14 | 14 | 12 | 13 | 14 | 13 | 14 | 14 | 14 | 14 | 14 |
| Racing de Estrasburgo | 20 | 13 | 10 | 14 | 18 | 19 | 19 | 19 | 19 | 17 | 18 | 18 | 17 | 17 | 17 | 16 | 12 | 8  | 11 | 11 | 12 | 10 | 12 | 14 | 13 | 14 | 14 | 15 | 15 | 15 | 16 | 16 | 16 | 16 | 16 | 17 | 16 | 15 |
| Caen3                 | 14 | 16 | 12 | 8  | 6  | 9  | 8  | 5  | 8  | 9  | 7  | 7  | 6  | 6  | 6  | 7  | 9  | 10 | 12 | 12 | 10 | 11 | 13 | 11 | 11 | 12 | 13 | 11 | 12 | 13 | 14 | 15 | 15 | 15 | 15 | 15 | 17 | 16 |
| Lille1                | 2  | 10 | 13 | 13 | 16 | 17 | 18 | 18 | 16 | 19 | 19 | 19 | 18 | 19 | 18 | 17 | 18 | 18 | 18 | 15 | 17 | 18 | 17 | 18 | 16 | 17 | 19 | 19 | 19 | 19 | 19 | 19 | 18 | 19 | 19 | 16 | 15 | 17 |
| Toulouse3             | 13 | 9  | 16 | 10 | 9  | 13 | 14 | 14 | 13 | 10 | 10 | 12 | 10 | 14 | 15 | 18 | 16 | 17 | 17 | 19 | 19 | 19 | 19 | 15 | 15 | 16 | 16 | 17 | 17 | 17 | 17 | 17 | 17 | 17 | 17 | 18 | 18 | 18 |
| Troyes2               | 12 | 8  | 8  | 11 | 15 | 16 | 13 | 9  | 12 | 13 | 15 | 11 | 13 | 11 | 13 | 15 | 17 | 14 | 14 | 17 | 18 | 15 | 18 | 19 | 19 | 15 | 18 | 18 | 18 | 18 | 18 | 18 | 19 | 18 | 18 | 19 | 19 | 19 |
| Metz                  | 16 | 17 | 19 | 20 | 20 | 20 | 20 | 20 | 20 | 20 | 20 | 20 | 20 | 20 | 20 | 20 | 20 | 20 | 20 | 20 | 20 | 20 | 20 | 20 | 20 | 20 | 20 | 20 | 20 | 20 | 20 | 20 | 20 | 20 | 20 | 20 | 20 | 20 |

Notas:
- 1 Posiciones de Amiens y Lille de la fecha 8 hasta la 13 con un partido pendiente por la suspensión del encuentro entre ambos en la jornada 8.
- 2 Posiciones de Troyes y Dijon de la fecha 24 hasta la 26 con un partido pendiente por el aplazamiento del encuentro entre ambos en la jornada 24.
- 3 Posiciones de Toulouse y Caen de la fecha 33 hasta la 34 con un partido pendiente por el aplazamiento del encuentro entre ambos en la jornada 33.

## Resultados
- Los horarios corresponden al huso horario de Francia (Hora central europea): UTC+1 en horario estándar y UTC+2 en horario de verano

### Primera vuelta
| Mónaco                | 3 - 2 | Toulouse             | Stade Louis II          | 4 de agosto | 20:45 |
| París Saint-Germain   | 2 - 0 | Amiens               | Parc des Princes        | 5 de agosto | 17:15 |
| Olympique de Lyon     | 4 - 0 | Estrasburgo          | Parc OL                 | 5 de agosto | 20:00 |
| Metz                  | 1 - 3 | Guingamp             | Stade Saint-Symphorien  | 5 de agosto | 20:00 |
| Montpellier           | 1 - 0 | Caen                 | Stade de la Mosson      | 5 de agosto | 20:00 |
| Saint-Étienne         | 1 - 0 | Nice                 | Stade Geoffroy-Guichard | 5 de agosto | 20:00 |
| Troyes                | 1 - 1 | Stade Rennes         | Stade de l'Aube         | 5 de agosto | 20:00 |
| Lille                 | 3 - 0 | Nantes               | Stade Pierre-Mauroy     | 6 de agosto | 15:00 |
| Angers                | 2 - 2 | Girondins de Burdeos | Stade Jean-Bouin        | 6 de agosto | 17:00 |
| Olympique de Marsella | 3 - 0 | Dijon                | Stade Vélodrome         | 6 de agosto | 21:00 |

| Nice                 | 1 - 2 | Troyes                | Allianz Riviera           | 11 de agosto | 19:00 |
| Stade Rennes         | 1 - 2 | Olympique de Lyon     | Roazhon Park              | 11 de agosto | 21:00 |
| Nantes               | 0 - 1 | Olympique de Marsella | Stade de la Beaujoire     | 12 de agosto | 17:00 |
| Amiens               | 0 - 2 | Angers                | Stade de la Licorne       | 12 de agosto | 20:00 |
| Girondins de Burdeos | 2 - 0 | Metz                  | Stade Bordeaux-Atlantique | 12 de agosto | 20:00 |
| Caen                 | 0 - 1 | Saint-Étienne         | Stade Michel d'Ornano     | 12 de agosto | 20:00 |
| Toulouse             | 1 - 0 | Montpellier           | Stadium Municipal         | 12 de agosto | 20:00 |
| Estrasburgo          | 3 - 0 | Lille                 | Stade de la Meinau        | 13 de agosto | 15:00 |
| Dijon FCO            | 1 - 4 | Mónaco                | Stade Gaston Gérard       | 13 de agosto | 17:00 |
| Guingamp             | 0 - 3 | París Saint-Germain   | Stade du Roudourou        | 13 de agosto | 21:00 |

| Metz                  | 0 - 1 | Mónaco               | Stade Saint-Symphorien  | 18 de agosto | 20:45 |
| Olympique de Lyon     | 3 - 3 | Girondins de Burdeos | Parc OL                 | 19 de agosto | 17:00 |
| Montpellier           | 1 - 1 | Estrasburgo          | Stade de la Mosson      | 19 de agosto | 20:00 |
| Nice                  | 2 - 0 | Guingamp             | Allianz Riviera         | 19 de agosto | 20:00 |
| Stade Rennes          | 2 - 2 | Dijon                | Roazhon Park            | 19 de agosto | 20:00 |
| Saint-Étienne         | 3 - 0 | Amiens               | Stade Geoffroy-Guichard | 19 de agosto | 20:00 |
| Troyes                | 0 - 1 | Nantes               | Stade de l'Aube         | 19 de agosto | 20:00 |
| Lille                 | 0 - 2 | Caen                 | Stade Pierre-Mauroy     | 20 de agosto | 15:00 |
| Olympique de Marsella | 1 - 1 | Angers               | Stade Vélodrome         | 20 de agosto | 17:00 |
| París Saint-Germain   | 6 - 2 | Toulouse             | Parc des Princes        | 20 de agosto | 21:00 |

| París Saint-Germain  | 3 - 0 | Saint-Étienne         | Parc des Princes          | 25 de agosto | 20:45 |
| Nantes               | 0 - 0 | Olympique de Lyon     | Stade de la Beaujoire     | 26 de agosto | 17:15 |
| Amiens               | 3 - 0 | Nice                  | Stade de la Licorne       | 26 de agosto | 20:00 |
| Girondins de Burdeos | 2 - 1 | Troyes                | Stade Bordeaux-Atlantique | 26 de agosto | 20:00 |
| Caen                 | 1 - 0 | Metz                  | Stade Michel d'Ornano     | 26 de agosto | 20:00 |
| Dijon                | 2 - 1 | Montpellier           | Stade Gaston Gérard       | 26 de agosto | 20:00 |
| Toulouse             | 3 - 2 | Stade Rennes          | Stadium Municipal         | 26 de agosto | 20:00 |
| Guingamp             | 2 - 0 | Estrasburgo           | Stade du Roudourou        | 27 de agosto | 15:00 |
| Angers               | 1 - 1 | Lille                 | Stade Jean-Bouin          | 27 de agosto | 17:00 |
| Mónaco               | 6 - 1 | Olympique de Marsella | Stade Louis II            | 27 de agosto | 21:00 |

| Lille                 | 0 - 0 | Girondins de Burdeos | Stade Pierre-Mauroy     | 8 de septiembre  | 19:00 |
| Metz                  | 1 - 5 | París Saint-Germain  | Stade Saint-Symphorien  | 8 de septiembre  | 20:45 |
| Nice                  | 4 - 0 | Mónaco               | Allianz Riviera         | 9 de septiembre  | 17:00 |
| Caen                  | 2 - 1 | Dijon                | Stade Michel d'Ornano   | 9 de septiembre  | 20:00 |
| Montpellier           | 0 - 1 | Nantes               | Stade de la Mosson      | 9 de septiembre  | 20:00 |
| Estrasburgo           | 0 - 1 | Amiens               | Stade de la Meinau      | 9 de septiembre  | 20:00 |
| Troyes                | 0 - 0 | Toulouse             | Stade de l'Aube         | 9 de septiembre  | 20:00 |
| Saint-Étienne         | 1 - 1 | Angers               | Stade Geoffroy-Guichard | 10 de septiembre | 15:00 |
| Olympique de Lyon     | 2 - 1 | Guingamp             | Parc OL                 | 10 de septiembre | 17:00 |
| Olympique de Marsella | 1 - 3 | Stade Rennes         | Stade Vélodrome         | 10 de septiembre | 21:00 |

| Toulouse            | 0 - 1 | Girondins de Burdeos  | Stadium Municipal     | 15 de septiembre | 20:45 |
| Mónaco              | 3 - 0 | Estrasburgo           | Stade Louis II        | 16 de septiembre | 17:00 |
| Dijon               | 0 - 1 | Saint-Étienne         | Stade Gaston Gérard   | 16 de septiembre | 20:00 |
| Guingamp            | 1 - 0 | Lille                 | Stade du Roudourou    | 16 de septiembre | 20:00 |
| Nantes              | 1 - 0 | Caen                  | Stade de la Beaujoire | 16 de septiembre | 20:00 |
| Troyes              | 0 - 1 | Montpellier           | Stade de l'Aube       | 16 de septiembre | 20:00 |
| Amiens              | 0 - 2 | Olympique de Marsella | Stade de la Licorne   | 17 de septiembre | 15:00 |
| Angers              | 0 - 1 | Metz                  | Stade Jean-Bouin      | 17 de septiembre | 17:00 |
| Stade Rennes        | 0 - 1 | Nice                  | Roazhon Park          | 17 de septiembre | 17:00 |
| París Saint-Germain | 2 - 0 | Olympique de Lyon     | Parc des Princes      | 17 de septiembre | 21:00 |

| Nice                  | 2 - 2 | Angers              | Allianz Riviera           | 22 de septiembre | 19:00 |
| Lille                 | 0 - 4 | Mónaco              | Stade Pierre-Mauroy       | 22 de septiembre | 20:45 |
| Montpellier           | 0 - 0 | París Saint-Germain | Stade de la Mosson        | 23 de septiembre | 17:00 |
| Girondins de Burdeos  | 3 - 1 | Guingamp            | Stade Bordeaux-Atlantique | 23 de septiembre | 20:00 |
| Caen                  | 1 - 0 | Amiens              | Stade Michel d'Ornano     | 23 de septiembre | 20:00 |
| Olympique de Lyon     | 3 - 3 | Dijon               | Parc OL                   | 23 de septiembre | 20:00 |
| Metz                  | 0 - 1 | Troyes              | Stade Saint-Symphorien    | 23 de septiembre | 20:00 |
| Saint-Étienne         | 2 - 2 | Stade Rennes        | Stade Geoffroy-Guichard   | 24 de septiembre | 15:00 |
| Estrasburgo           | 1 - 2 | Nantes              | Stade de la Meinau        | 24 de septiembre | 17:00 |
| Olympique de Marsella | 2 - 0 | Toulouse            | Stade Vélodrome           | 24 de septiembre | 21:00 |

| Mónaco              | 1 - 1 | Montpellier           | Stade Louis II        | 29 de septiembre | 20:45 |
| París Saint-Germain | 6 - 2 | Girondins de Burdeos  | Parc des Princes      | 30 de septiembre | 17:00 |
| Dijon               | 1 - 1 | Estrasburgo           | Stade Gaston Gérard   | 30 de septiembre | 20:00 |
| Guingamp            | 1 - 1 | Toulouse              | Stade du Roudourou    | 30 de septiembre | 20:00 |
| Nantes              | 1 - 0 | Metz                  | Stade de la Beaujoire | 30 de septiembre | 20:00 |
| Stade Rennes        | 0 - 1 | Caen                  | Roazhon Park          | 30 de septiembre | 20:00 |
| Troyes              | 2 - 1 | Saint-Étienne         | Stade de l'Aube       | 1 de octubre     | 15:00 |
| Angers              | 3 - 3 | Olympique de Lyon     | Stade Jean-Bouin      | 1 de octubre     | 17:00 |
| Nice                | 2 - 4 | Olympique de Marsella | Allianz Riviera       | 1 de octubre     | 21:00 |
| Amiens              | 3 - 0 | Lille                 | Stade de la Licorne   | 20 de noviembre  | 19:00 |

| Olympique de Lyon    | 3 - 2 | Mónaco                | Parc OL                   | 13 de octubre | 20:45 |
| Dijon                | 1 - 2 | París Saint-Germain   | Stade Gaston Gérard       | 14 de octubre | 17:00 |
| Caen                 | 0 - 2 | Angers                | Stade Michel d'Ornano     | 14 de octubre | 20:00 |
| Guingamp             | 2 - 0 | Stade Rennes          | Stade du Roudourou        | 14 de octubre | 20:00 |
| Lille                | 2 - 2 | Troyes                | Stade Pierre-Mauroy       | 14 de octubre | 20:00 |
| Saint-Étienne        | 3 - 1 | Metz                  | Stade Geoffroy-Guichard   | 14 de octubre | 20:00 |
| Toulouse             | 1 - 0 | Amiens                | Stadium Municipal         | 14 de octubre | 20:00 |
| Girondins de Burdeos | 1 - 1 | Nantes                | Stade Bordeaux-Atlantique | 15 de octubre | 15:00 |
| Montpellier          | 2 - 0 | Nice                  | Stade de la Mosson        | 15 de octubre | 17:00 |
| Estrasburgo          | 3 - 3 | Olympique de Marsella | Stade de la Meinau        | 15 de octubre | 21:00 |

| Saint-Étienne         | 0 - 1 | Montpellier          | Stade Geoffroy-Guichard | 20 de octubre | 20:45 |
| Mónaco                | 2 - 0 | Caen                 | Stade Louis II          | 21 de octubre | 17:00 |
| Amiens                | 1 - 0 | Girondins de Burdeos | Stade Océane            | 21 de octubre | 20:00 |
| Angers                | 0 - 1 | Toulouse             | Stade Jean-Bouin        | 21 de octubre | 20:00 |
| Metz                  | 1 - 2 | Dijon                | Stade Saint-Symphorien  | 21 de octubre | 20:00 |
| Nantes                | 2 - 1 | Guigamp              | Stade de la Beaujoire   | 21 de octubre | 20:00 |
| Stade Rennes          | 1 - 0 | Lille                | Roazhon Park            | 21 de octubre | 20:00 |
| Nice                  | 1 - 2 | Estrasburgo          | Allianz Riviera         | 22 de octubre | 15:00 |
| Troyes                | 0 - 5 | Olympique de Lyon    | Stade de l'Aube         | 22 de octubre | 17:00 |
| Olympique de Marsella | 2 - 2 | París Saint-Germain  | Stade Vélodrome         | 22 de octubre | 21:00 |

| París Saint-Germain  | 3 - 0 | Nice                  | Parc des Princes          | 27 de octubre | 20:45 |
| Girondins de Burdeos | 0 - 2 | Mónaco                | Stade Bordeaux-Atlantique | 28 de octubre | 17:00 |
| Caen                 | 1 - 0 | Troyes                | Stade Michel d'Ornano     | 28 de octubre | 20:00 |
| Dijon                | 1 - 0 | Nantes                | Stade Gaston Gérard       | 28 de octubre | 20:00 |
| Guingamp             | 1 - 1 | Amiens                | Stade du Roudourou        | 28 de octubre | 20:00 |
| Montpellier          | 0 - 1 | Stade Rennes          | Stade de la Mosson        | 28 de octubre | 20:00 |
| Estrasburgo          | 2 - 2 | Angers                | Stade de la Meinau        | 28 de octubre | 20:00 |
| Olympique de Lyon    | 2 - 0 | Metz                  | Parc OL                   | 29 de octubre | 15:00 |
| Toulouse             | 0 - 0 | Saint-Étienne         | Stadium Municipal         | 29 de octubre | 17:00 |
| Lille                | 0 - 1 | Olympique de Marsella | Stade Pierre-Mauroy       | 29 de octubre | 21:00 |

| Stade Rennes          | 1 - 0 | Girondins de Burdeos | Roazhon Park            | 3 de noviembre | 20:45 |
| Angers                | 0 - 5 | París Saint-Germain  | Stade Jean-Bouin        | 4 de noviembre | 17:00 |
| Mónaco                | 6 - 0 | Guingamp             | Stade Louis II          | 4 de noviembre | 20:00 |
| Montpellier           | 1 - 1 | Amiens               | Stade de la Mosson      | 4 de noviembre | 20:00 |
| Nantes                | 2 - 1 | Toulouse             | Stade de la Beaujoire   | 4 de noviembre | 20:00 |
| Troyes                | 3 - 0 | Estrasburgo          | Stade de l'Aube         | 4 de noviembre | 20:00 |
| Nice                  | 1 - 0 | Dijon                | Allianz Riviera         | 5 de noviembre | 15:00 |
| Olympique de Marsella | 5 - 0 | Caen                 | Stade Vélodrome         | 5 de noviembre | 17:00 |
| Metz                  | 0 - 3 | Lille                | Stade Saint-Symphorien  | 5 de noviembre | 17:00 |
| Saint-Étienne         | 0 - 5 | Olympique de Lyon    | Stade Geoffroy-Guichard | 5 de noviembre | 21:00 |

| Lille                | 3 - 1 | Saint-Étienne         | Stade Pierre-Mauroy       | 17 de noviembre | 19:00 |
| Amiens               | 1 - 1 | Mónaco                | Stade de la Licorne       | 17 de noviembre | 20:45 |
| París Saint-Germain  | 4 - 1 | Nantes                | Parc des Princes          | 18 de noviembre | 17:00 |
| Dijon                | 3 - 1 | Troyes                | Stade Gaston Gérard       | 18 de noviembre | 20:00 |
| Guingamp             | 1 - 1 | Angers                | Stade du Roudourou        | 18 de noviembre | 20:00 |
| Estrasburgo          | 2 - 1 | Stade Rennes          | Stade de la Meinau        | 18 de noviembre | 20:00 |
| Toulouse             | 0 - 0 | Metz                  | Stadium Municipal         | 18 de noviembre | 20:00 |
| Caen                 | 1 - 1 | Nice                  | Stade Michel d'Ornano     | 19 de noviembre | 15:00 |
| Olympique de Lyon    | 0 - 0 | Montpellier           | Parc OL                   | 19 de noviembre | 17:00 |
| Girondins de Burdeos | 1 - 1 | Olympique de Marsella | Stade Bordeaux-Atlantique | 19 de noviembre | 21:00 |

| Saint-Étienne         | 2 - 2 | Estrasburgo          | Stade Geoffroy-Guichard | 24 de noviembre | 20:45 |
| Stade Rennes          | 2 - 1 | Nantes               | Roazhon Park            | 25 de noviembre | 17:00 |
| Caen                  | 1 - 0 | Girondins de Burdeos | Stade Michel d'Ornano   | 25 de noviembre | 20:00 |
| Dijon                 | 3 - 1 | Toulouse             | Stade Gaston Gérard     | 25 de noviembre | 20:00 |
| Metz                  | 0 - 2 | Amiens               | Stade Saint-Symphorien  | 25 de noviembre | 20:00 |
| Montpellier           | 3 - 0 | Lille                | Stade de la Mosson      | 25 de noviembre | 20:00 |
| Troyes                | 3 - 0 | Angers               | Stade de l'Aube         | 25 de noviembre | 20:00 |
| Nice                  | 0 - 5 | Olympique de Lyon    | Allianz Riviera         | 26 de noviembre | 15:00 |
| Olympique de Marsella | 1 - 0 | Guingamp             | Stade Vélodrome         | 26 de noviembre | 17:00 |
| Mónaco                | 1 - 2 | París Saint-Germain  | Stade Louis II          | 26 de noviembre | 21:00 |

| Amiens               | 2 - 1 | Dijon                 | Stade de la Licorne       | 28 de noviembre | 19:00 |
| Estrasburgo          | 0 - 0 | Caen                  | Stade de la Meinau        | 28 de noviembre | 19:00 |
| Girondins de Burdeos | 3 - 0 | Saint-Étienne         | Stade Bordeaux-Atlantique | 28 de noviembre | 21:00 |
| Angers               | 1 - 2 | Stade Rennes          | Stade Jean-Bouin          | 29 de noviembre | 19:00 |
| Guingamp             | 0 - 0 | Montpellier           | Stade du Roudourou        | 29 de noviembre | 19:00 |
| Olympique de Lyon    | 1 - 2 | Lille                 | Parc OL                   | 29 de noviembre | 19:00 |
| Metz                 | 0 - 3 | Olympique de Marsella | Stade Saint-Symphorien    | 29 de noviembre | 19:00 |
| Nantes               | 1 - 0 | Mónaco                | Stade de la Beaujoire     | 29 de noviembre | 19:00 |
| Toulouse             | 1 - 2 | Nice                  | Stadium Municipal         | 29 de noviembre | 19:00 |
| París Saint-Germain  | 2 - 0 | Troyes                | Parc des Princes          | 29 de noviembre | 21:00 |

| Dijon         | 3 - 2 | Girondins de Burdeos  | Stade Gaston Gérard     | 1 de diciembre | 20:45 |
| Estrasburgo   | 2 - 1 | París Saint-Germain   | Stade de la Meinau      | 2 de diciembre | 17:00 |
| Lille         | 1 - 0 | Toulouse              | Stade Pierre-Mauroy     | 2 de diciembre | 20:00 |
| Mónaco        | 1 - 0 | Angers                | Stade Louis II          | 2 de diciembre | 20:00 |
| Nice          | 3 - 1 | Metz                  | Allianz Riviera         | 2 de diciembre | 20:00 |
| Stade Rennes  | 2 - 0 | Amiens                | Roazhon Park            | 2 de diciembre | 20:00 |
| Troyes        | 0 - 1 | Guingamp              | Stade de l'Aube         | 2 de diciembre | 20:00 |
| Saint-Étienne | 1 - 1 | Nantes                | Stade Geoffroy-Guichard | 3 de diciembre | 15:00 |
| Caen          | 1 - 2 | Olympique de Lyon     | Stade Michel d'Ornano   | 3 de diciembre | 17:00 |
| Montpellier   | 1 - 1 | Olympique de Marsella | Stade de la Mosson      | 3 de diciembre | 21:00 |

| Girondins de Burdeos  | 0 - 3 | Racing de Estrasburgo | Stade Bordeaux-Atlantique | 8 de diciembre  | 20:45 |
| París Saint-Germain   | 3 - 1 | Lille                 | Parc des Princes          | 9 de diciembre  | 17:00 |
| Angers                | 1 - 1 | Montpellier           | Stade Jean-Bouin          | 9 de diciembre  | 20:00 |
| Guingamp              | 4 - 0 | Dijon                 | Stade du Roudourou        | 9 de diciembre  | 20:00 |
| Metz                  | 1 - 1 | Stade Rennes          | Stade Saint-Symphorien    | 9 de diciembre  | 20:00 |
| Mónaco                | 3 - 2 | Troyes                | Stade Louis II            | 9 de diciembre  | 20:00 |
| Toulouse              | 2 - 0 | Caen                  | Stadium Municipal         | 9 de diciembre  | 20:00 |
| Amiens                | 1 - 2 | Olympique de Lyon     | Stade de la Licorne       | 10 de diciembre | 15:00 |
| Nantes                | 1 - 2 | Nice                  | Stade de la Beaujoire     | 10 de diciembre | 17:00 |
| Olympique de Marsella | 3 - 0 | Saint-Étienne         | Stade Vélodrome           | 10 de diciembre | 21:00 |

| Saint-Étienne     | 0 - 4 | Mónaco                | Stade Geoffroy-Guichard | 15 de diciembre | 20:45 |
| Stade Rennes      | 1 - 4 | París Saint-Germain   | Roazhon Park            | 16 de diciembre | 17:00 |
| Caen              | 0 - 0 | Guingamp              | Stade Michel d'Ornano   | 16 de diciembre | 20:00 |
| Dijon             | 3 - 0 | Lille                 | Stade Gaston Gérard     | 16 de diciembre | 20:00 |
| Montpellier       | 1 - 3 | Metz                  | Stade de la Mosson      | 16 de diciembre | 20:00 |
| Estrasburgo       | 2 - 1 | Toulouse              | Stade de la Meinau      | 16 de diciembre | 20:00 |
| Troyes            | 1 - 0 | Amiens                | Stade de l'Aube         | 16 de diciembre | 20:00 |
| Nantes            | 1 - 0 | Angers                | Stade de la Beaujoire   | 17 de diciembre | 15:00 |
| Nice              | 1 - 0 | Girondins de Burdeos  | Allianz Riviera         | 17 de diciembre | 17:00 |
| Olympique de Lyon | 2 - 0 | Olympique de Marsella | Parc OL                 | 17 de diciembre | 21:00 |

| Amiens                | 0 - 1 | Nantes            | Stade de la Licorne       | 20 de diciembre | 20:50 |
| Angers                | 2 - 1 | Dijon             | Stade Jean-Bouin          | 20 de diciembre | 20:50 |
| Girondins de Burdeos  | 0 - 2 | Montpellier       | Stade Bordeaux-Atlantique | 20 de diciembre | 20:50 |
| Guingamp              | 2 - 1 | Saint-Étienne     | Stade du Roudourou        | 20 de diciembre | 20:50 |
| Lille                 | 1 - 1 | Nice              | Stade Pierre-Mauroy       | 20 de diciembre | 20:50 |
| Olympique de Marsella | 3 - 1 | Troyes            | Stade Vélodrome           | 20 de diciembre | 20:50 |
| Metz                  | 3 - 0 | Estrasburgo       | Stade Saint-Symphorien    | 20 de diciembre | 20:50 |
| Mónaco                | 2 - 1 | Stade Rennes      | Stade Louis II            | 20 de diciembre | 20:50 |
| París Saint-Germain   | 3 - 1 | Caen              | Parc des Princes          | 20 de diciembre | 20:50 |
| Toulouse              | 1 - 2 | Olympique de Lyon | Stadium Municipal         | 20 de diciembre | 20:50 |

### Segunda vuelta
| Estrasburgo       | 0 - 2 | Guingamp              | Stade de la Meinau      | 12 de enero | 20:45 |
| Stade Rennes      | 0 - 3 | Olympique de Marsella | Roazhon Park            | 13 de enero | 17:00 |
| Caen              | 0 - 1 | Lille                 | Stade Michel d'Ornano   | 13 de enero | 20:00 |
| Dijon             | 1 - 1 | Metz                  | Stade Gaston Gérard     | 13 de enero | 20:00 |
| Montpellier       | 0 - 0 | Mónaco                | Stade de la Mosson      | 13 de enero | 20:00 |
| Nice              | 1 - 0 | Amiens                | Allianz Riviera         | 13 de enero | 20:00 |
| Troyes            | 0 - 1 | Girondins de Burdeos  | Stade de l'Aube         | 13 de enero | 20:00 |
| Saint-Étienne     | 2 - 0 | Toulouse              | Stade Geoffroy-Guichard | 14 de enero | 15:00 |
| Olympique de Lyon | 1 - 1 | Angers                | Parc OL                 | 14 de enero | 17:00 |
| Nantes            | 0 - 1 | París Saint-Germain   | Stade de la Beaujoire   | 14 de enero | 21:00 |

| Girondins de Burdeos  | 0 - 2 | Caen              | Stade Bordeaux-Atlantique | 16 de enero | 19:00 |
| Olympique de Marsella | 2 - 0 | Estrasburgo       | Stade Vélodrome           | 16 de enero | 19:00 |
| Mónaco                | 2 - 2 | Nice              | Stade Louis II            | 16 de enero | 21:00 |
| Amiens                | 1 - 1 | Montpellier       | Stade de la Licorne       | 17 de enero | 19:00 |
| Angers                | 3 - 1 | Troyes            | Stade Jean-Bouin          | 17 de enero | 19:00 |
| Guingamp              | 0 - 2 | Olympique de Lyon | Stade du Roudourou        | 17 de enero | 19:00 |
| Lille                 | 1 - 2 | Stade Rennes      | Stade Pierre-Mauroy       | 17 de enero | 19:00 |
| Metz                  | 3 - 0 | Saint-Étienne     | Stade Saint-Symphorien    | 17 de enero | 19:00 |
| Toulouse              | 1 - 1 | Nantes            | Stadium Municipal         | 17 de enero | 19:00 |
| París Saint-Germain   | 8 - 0 | Dijon             | Parc des Princes          | 17 de enero | 21:00 |

| Caen              | 0 - 2 | Olympique de Marsella | Stade Michel d'Ornano | 19 de enero | 20:45 |
| Nantes            | 0 - 1 | Girondins de Burdeos  | Stade de la Beaujoire | 20 de enero | 17:00 |
| Amiens            | 3 - 1 | Guingamp              | Stade de la Licorne   | 20 de enero | 20:00 |
| Montpellier       | 2 - 1 | Toulouse              | Stade de la Mosson    | 20 de enero | 20:00 |
| Stade Rennes      | 1 - 0 | Angers                | Roazhon Park          | 20 de enero | 20:00 |
| Estrasburgo       | 3 - 2 | Dijon                 | Stade de la Meinau    | 20 de enero | 20:00 |
| Troyes            | 1 - 0 | Lille                 | Stade de l'Aube       | 20 de enero | 20:00 |
| Nice              | 1 - 0 | Saint-Étienne         | Allianz Riviera       | 21 de enero | 15:00 |
| Mónaco            | 3 - 1 | Metz                  | Stade Louis II        | 21 de enero | 17:00 |
| Olympique de Lyon | 2 - 1 | París Saint-Germain   | Parc OL               | 21 de enero | 21:00 |

| Dijon                 | 2 - 1 | Stade Rennes      | Stade Gaston Gérard       | 26 de enero | 20:45 |
| París Saint-Germain   | 4 - 0 | Montpellier       | Parc des Princes          | 27 de enero | 17:00 |
| Angers                | 1 - 0 | Amiens            | Stade Jean-Bouin          | 27 de enero | 20:00 |
| Guingamp              | 0 - 3 | Nantes            | Stade du Roudourou        | 27 de enero | 20:00 |
| Metz                  | 2 - 1 | Nice              | Stade Saint-Symphorien    | 27 de enero | 20:00 |
| Saint-Étienne         | 2 - 1 | Caen              | Stade Geoffroy-Guichard   | 27 de enero | 20:00 |
| Toulouse              | 1 - 0 | Troyes            | Stadium Municipal         | 27 de enero | 20:00 |
| Lille                 | 2 - 1 | Estrasburgo       | Stade Pierre-Mauroy       | 28 de enero | 15:00 |
| Girondins de Burdeos  | 3 - 1 | Olympique de Lyon | Stade Bordeaux-Atlantique | 28 de enero | 17:00 |
| Olympique de Marsella | 2 - 2 | Mónaco            | Stade Vélodrome           | 28 de enero | 21:00 |

| Olympique de Marsella | 6 - 3 | Metz                 | Stade Vélodrome       | 2 de febrero  | 20:45 |
| Lille                 | 0 - 3 | París Saint-Germain  | Stade Pierre-Mauroy   | 3 de febrero  | 17:00 |
| Amiens                | 0 - 2 | Saint-Étienne        | Stade de la Licorne   | 3 de febrero  | 20:00 |
| Montpellier           | 2 - 1 | Angers               | Stade de la Mosson    | 3 de febrero  | 20:00 |
| Nice                  | 0 - 1 | Toulouse             | Allianz Riviera       | 3 de febrero  | 20:00 |
| Estrasburgo           | 0 - 2 | Girondins de Burdeos | Stade de la Meinau    | 3 de febrero  | 20:00 |
| Stade Rennes          | 0 - 1 | Guingamp             | Roazhon Park          | 4 de febrero  | 15:00 |
| Caen                  | 3 - 2 | Nantes               | Stade Michel d'Ornano | 4 de febrero  | 17:00 |
| Mónaco                | 3 - 2 | Olympique de Lyon    | Stade Louis II        | 4 de febrero  | 21:00 |
| Troyes                | 0 - 0 | Dijon                | Stade de l'Aube       | 20 de febrero | 18:30 |

| Saint-Étienne        | 2 - 2 | Olympique de Marsella | Stade Geoffroy-Guichard   | 9 de febrero  | 20:45 |
| Toulouse             | 0 - 1 | París Saint-Germain   | Stadium Municipal         | 10 de febrero | 17:00 |
| Angers               | 0 - 4 | Mónaco                | Stade Jean-Bouin          | 10 de febrero | 20:00 |
| Girondins de Burdeos | 3 - 2 | Amiens                | Stade Bordeaux-Atlantique | 10 de febrero | 20:00 |
| Dijon                | 3 - 2 | Nice                  | Stade Gaston Gérard       | 10 de febrero | 20:00 |
| Guingamp             | 0 - 0 | Caen                  | Stade du Roudourou        | 10 de febrero | 20:00 |
| Metz                 | 0 - 1 | Montpellier           | Stade Saint-Symphorien    | 10 de febrero | 20:00 |
| Estrasburgo          | 2 - 1 | Troyes                | Stade de la Meinau        | 11 de febrero | 15:00 |
| Nantes               | 2 - 2 | Lille                 | Stade de la Beaujoire     | 11 de febrero | 17:00 |
| Olympique de Lyon    | 0 - 2 | Stade Rennes          | Parc OL                   | 11 de febrero | 21:00 |

| Mónaco                | 4 - 0 | Dijon                | Stade Louis II        | 16 de febrero | 20:45 |
| París Saint-Germain   | 5 - 2 | Estrasburgo          | Parc des Princes      | 17 de febrero | 17:00 |
| Amiens                | 0 - 0 | Toulouse             | Stade de la Licorne   | 17 de febrero | 20:00 |
| Angers                | 0 - 1 | Saint-Étienne        | Stade Jean-Bouin      | 17 de febrero | 20:00 |
| Caen                  | 2 - 2 | Stade Rennes         | Stade Michel d'Ornano | 17 de febrero | 20:00 |
| Montpellier           | 1 - 1 | Guingamp             | Stade de la Mosson    | 17 de febrero | 20:00 |
| Troyes                | 1 - 0 | Metz                 | Stade de l'Aube       | 17 de febrero | 20:00 |
| Nice                  | 1 - 1 | Nantes               | Allianz Riviera       | 18 de febrero | 15:00 |
| Lille                 | 2 - 2 | Olympique de Lyon    | Stade Pierre-Mauroy   | 18 de febrero | 17:00 |
| Olympique de Marsella | 1 - 0 | Girondins de Burdeos | Stade Vélodrome       | 18 de febrero | 21:00 |

| Estrasburgo          | 0 - 0 | Montpellier           | Stade de la Meinau        | 23 de febrero | 20:45 |
| Toulouse             | 3 - 3 | Mónaco                | Stadium Municipal         | 24 de febrero | 17:00 |
| Dijon                | 2 - 0 | Caen                  | Stade Gaston Gérard       | 24 de febrero | 20:00 |
| Guingamp             | 2 - 2 | Metz                  | Stade du Roudourou        | 24 de febrero | 20:00 |
| Lille                | 1 - 2 | Angers                | Stade Pierre-Mauroy       | 24 de febrero | 20:00 |
| Nantes               | 0 - 1 | Amiens                | Stade de la Beaujoire     | 24 de febrero | 20:00 |
| Stade Rennes         | 2 - 0 | Troyes                | Roazhon Park              | 24 de febrero | 20:00 |
| Girondins de Burdeos | 0 - 0 | Nice                  | Stade Bordeaux-Atlantique | 25 de febrero | 15:00 |
| Olympique de Lyon    | 1 - 1 | Saint-Étienne         | Parc OL                   | 25 de febrero | 17:00 |
| París Saint-Germain  | 3 - 0 | Olympique de Marsella | Parc des Princes          | 25 de febrero | 21:00 |

| Nice                  | 2 - 1 | Lille                | Allianz Riviera         | 2 de marzo | 19:00 |
| Mónaco                | 2 - 1 | Girondins de Burdeos | Stade Louis II          | 2 de marzo | 20:45 |
| Troyes                | 0 - 2 | París Saint-Germain  | Stade de l'Aube         | 3 de marzo | 17:00 |
| Amiens                | 0 - 2 | Stade Rennes         | Stade de la Licorne     | 3 de marzo | 20:00 |
| Angers                | 3 - 0 | Guingamp             | Stade Jean-Bouin        | 3 de marzo | 20:00 |
| Metz                  | 1 - 1 | Toulouse             | Stade Saint-Symphorien  | 3 de marzo | 20:00 |
| Saint-Étienne         | 2 - 2 | Dijon                | Stade Geoffroy-Guichard | 3 de marzo | 20:00 |
| Caen                  | 2 - 0 | Estrasburgo          | Stade Michel d'Ornano   | 4 de marzo | 15:00 |
| Montpellier           | 1 - 1 | Olympique de Lyon    | Stade de la Mosson      | 4 de marzo | 17:00 |
| Olympique de Marsella | 1 - 1 | Nantes               | Stade Vélodrome         | 4 de marzo | 21:00 |

| Estrasburgo          | 1 - 3 | Mónaco                | Stade de la Meinau        | 9 de marzo  | 20:45 |
| París Saint-Germain  | 5 - 0 | Metz                  | Parc des Princes          | 10 de marzo | 17:00 |
| Girondins de Burdeos | 0 - 0 | Angers                | Stade Bordeaux-Atlantique | 10 de marzo | 20:00 |
| Dijon                | 1 - 1 | Amiens                | Stade Gaston Gérard       | 10 de marzo | 20:00 |
| Lille                | 1 - 1 | Montpellier           | Stade Pierre-Mauroy       | 10 de marzo | 20:00 |
| Nantes               | 1 - 0 | Troyes                | Stade de la Beaujoire     | 10 de marzo | 20:00 |
| Stade Rennes         | 1 - 1 | Saint-Étienne         | Roazhon Park              | 10 de marzo | 20:00 |
| Guingamp             | 2 - 5 | Nice                  | Stade du Roudourou        | 11 de marzo | 15:00 |
| Olympique de Lyon    | 1 - 0 | Caen                  | Parc OL                   | 11 de marzo | 17:00 |
| Toulouse             | 1 - 2 | Olympique de Marsella | Stadium Municipal         | 11 de marzo | 21:00 |

| Mónaco                | 2 - 1 | Lille               | Stade Louis II            | 16 de marzo | 20:45 |
| Girondins de Burdeos  | 0 - 2 | Stade Rennes        | Stade Bordeaux-Atlantique | 17 de marzo | 17:00 |
| Amiens                | 1 - 1 | Troyes              | Stade de la Licorne       | 17 de marzo | 20:00 |
| Angers                | 3 - 0 | Caen                | Stade Jean-Bouin          | 17 de marzo | 20:00 |
| Montpellier           | 2 - 2 | Dijon               | Stade de la Mosson        | 17 de marzo | 20:00 |
| Toulouse              | 2 - 2 | Estrasburgo         | Stadium Municipal         | 17 de marzo | 20:00 |
| Nice                  | 1 - 2 | París Saint-Germain | Allianz Riviera           | 18 de marzo | 13:00 |
| Metz                  | 1 - 1 | Nantes              | Stade Saint-Symphorien    | 18 de marzo | 15:00 |
| Saint-Étienne         | 2 - 0 | Guingamp            | Stade Geoffroy-Guichard   | 18 de marzo | 17:00 |
| Olympique de Marsella | 2 - 3 | Olympique de Lyon   | Stade Vélodrome           | 18 de marzo | 21:00 |

| París Saint-Germain | 2 - 1 | Angers                | Parc des Princes      | 14 de marzo | 17:00 |
| Dijon               | 1 - 3 | Olympique de Marsella | Stade Gaston Gérard   | 31 de marzo | 17:00 |
| Guingamp            | 2 - 1 | Girondins de Burdeos  | Stade du Roudourou    | 1 de abril  | 15:00 |
| Caen                | 1 - 3 | Montpellier           | Stade Michel d'Ornano | 1 de abril  | 17:00 |
| Lille               | 0 - 1 | Amiens                | Stade Pierre-Mauroy   | 1 de abril  | 17:00 |
| Nantes              | 0 - 3 | Saint-Étienne         | Stade de la Beaujoire | 1 de abril  | 17:00 |
| Estrasburgo         | 2 - 2 | Metz                  | Stade de la Meinau    | 1 de abril  | 17:00 |
| Troyes              | 0 - 2 | Nice                  | Stade de l'Aube       | 1 de abril  | 17:00 |
| Olympique de Lyon   | 2 - 0 | Toulouse              | Parc OL               | 1 de abril  | 21:00 |
| Stade Rennes        | 1 - 1 | Mónaco                | Roazhon Park          | 4 de abril  | 18:45 |

| Saint-Étienne         | 1 - 1 | París Saint-Germain | Stade Geoffroy-Guichard   | 6 de abril | 20:45 |
| Mónaco                | 2 - 1 | Nantes              | Stade Louis II            | 7 de abril | 17:00 |
| Amiens                | 3 - 0 | Caen                | Stade de la Licorne       | 7 de abril | 20:00 |
| Angers                | 1 - 1 | Estrasburgo         | Stade Jean-Bouin          | 7 de abril | 20:00 |
| Girondins de Burdeos  | 2 - 1 | Lille               | Stade Bordeaux-Atlantique | 7 de abril | 20:00 |
| Guingamp              | 4 - 0 | Troyes              | Stade du Roudourou        | 7 de abril | 20:00 |
| Toulouse              | 0 - 1 | Dijon               | Stadium Municipal         | 7 de abril | 20:00 |
| Nice                  | 1 - 1 | Stade Rennes        | Allianz Riviera           | 8 de abril | 15:00 |
| Metz                  | 0 - 5 | Olympique de Lyon   | Stade Saint-Symphorien    | 8 de abril | 17:00 |
| Olympique de Marsella | 0 - 0 | Montpellier         | Stade Vélodrome           | 8 de abril | 21:00 |

| Angers              | 1 - 1 | Nice                  | Stade Jean-Bouin      | 13 de abril | 20:45 |
| Olympique de Lyon   | 3 - 0 | Amiens                | Parc OL               | 14 de abril | 17:00 |
| Lille               | 2 - 2 | Guingamp              | Stade Pierre-Mauroy   | 14 de abril | 20:00 |
| Nantes              | 1 - 1 | Dijon                 | Stade de la Beaujoire | 14 de abril | 20:00 |
| Stade Rennes        | 1 - 2 | Metz                  | Roazhon Park          | 14 de abril | 20:00 |
| Estrasburgo         | 0 - 1 | Saint-Étienne         | Stade de la Meinau    | 14 de abril | 20:00 |
| Montpellier         | 1 - 3 | Girondins de Burdeos  | Stade de la Mosson    | 15 de abril | 15:00 |
| Troyes              | 2 - 3 | Olympique de Marsella | Stade de l'Aube       | 15 de abril | 17:00 |
| París Saint-Germain | 7 - 1 | Mónaco                | Parc des Princes      | 15 de abril | 21:00 |
| Caen                | 0 - 0 | Toulouse              | Stade Michel d'Ornano | 25 de abril | 18:45 |

| Nantes                | 1 - 1 | Stade Rennes        | Stade de la Beaujoire     | 20 de abril | 19:30 |
| Dijon                 | 2 - 5 | Olympique de Lyon   | Stade Gaston Gérard       | 20 de abril | 21:00 |
| Olympique de Marsella | 5 - 1 | Lille               | Stade Vélodrome           | 21 de abril | 17:00 |
| Amiens                | 3 - 1 | Estrasburgo         | Stade de la Licorne       | 21 de abril | 20:00 |
| Guingamp              | 3 - 1 | Mónaco              | Stade du Roudourou        | 21 de abril | 20:00 |
| Metz                  | 1 - 1 | Caen                | Stade Saint-Symphorien    | 21 de abril | 20:00 |
| Toulouse              | 2 - 0 | Angers              | Stadium Municipal         | 21 de abril | 20:00 |
| Nice                  | 1 - 0 | Montpellier         | Allianz Riviera           | 22 de abril | 15:00 |
| Saint-Étienne         | 2 - 1 | Troyes              | Stade Geoffroy-Guichard   | 22 de abril | 17:00 |
| Girondins de Burdeos  | 0 - 1 | París Saint-Germain | Stade Bordeaux-Atlantique | 22 de abril | 21:00 |

| Montpellier          | 0 - 1 | Saint-Étienne         | Stade de la Mosson        | 27 de abril | 20:45 |
| Olympique de Lyon    | 2 - 0 | Nantes                | Parc OL                   | 28 de abril | 17:00 |
| Girondins de Burdeos | 3 - 1 | Dijon                 | Stade Bordeaux-Atlantique | 28 de abril | 20:00 |
| Lille                | 3 - 1 | Metz                  | Stade Pierre-Mauroy       | 28 de abril | 20:00 |
| Mónaco               | 0 - 0 | Amiens                | Stade Louis II            | 28 de abril | 20:00 |
| Estrasburgo          | 1 - 1 | Nice                  | Stade de la Meinau        | 28 de abril | 20:00 |
| Troyes               | 3 - 1 | Caen                  | Stade de l'Aube           | 28 de abril | 20:00 |
| Stade Rennes         | 2 - 1 | Toulouse              | Roazhon Park              | 29 de abril | 15:00 |
| Angers               | 1 - 1 | Olympique de Marsella | Stade Jean-Bouin          | 29 de abril | 17:00 |
| París Saint-Germain  | 2 - 2 | Guingamp              | Parc des Princes          | 29 de abril | 21:00 |

| Amiens                | 2 - 2 | París Saint-Germain  | Stade de la Licorne     | 4 de mayo | 20:45 |
| Saint-Étienne         | 1 - 3 | Girondins de Burdeos | Stade Geoffroy-Guichard | 6 de mayo | 15:00 |
| Olympique de Lyon     | 3 - 0 | Troyes               | Parc OL                 | 6 de mayo | 16:30 |
| Caen                  | 1 - 2 | Mónaco               | Stade Michel d'Ornano   | 6 de mayo | 17:00 |
| Dijon                 | 3 - 1 | Guingamp             | Stade Gaston Gérard     | 6 de mayo | 17:00 |
| Metz                  | 1 - 2 | Angers               | Stade Saint-Symphorien  | 6 de mayo | 17:00 |
| Nantes                | 0 - 2 | Montpellier          | Stade de la Beaujoire   | 6 de mayo | 17:00 |
| Stade Rennes          | 2 - 1 | Estrasburgo          | Roazhon Park            | 6 de mayo | 17:00 |
| Toulouse              | 2 - 3 | Lille                | Stadium Municipal       | 6 de mayo | 17:00 |
| Olympique de Marsella | 2 - 1 | Nice                 | Stade Vélodrome         | 6 de mayo | 21:05 |

| Guingamp             | 3 - 3 | Olympique de Marsella | Stade du Roudourou        | 11 de mayo | 20:45 |
| Amiens               | 2 - 0 | Metz                  | Stade de la Licorne       | 12 de mayo | 21:00 |
| Angers               | 0 - 2 | Nantes                | Stade Jean-Bouin          | 12 de mayo | 21:00 |
| Girondins de Burdeos | 4 - 2 | Toulouse              | Stade Bordeaux-Atlantique | 12 de mayo | 21:00 |
| Lille                | 2 - 1 | Dijon                 | Stade Pierre-Mauroy       | 12 de mayo | 21:00 |
| Mónaco               | 1 - 0 | Saint-Étienne         | Stade Louis II            | 12 de mayo | 21:00 |
| Montpellier          | 1 - 1 | Troyes                | Stade de la Mosson        | 12 de mayo | 21:00 |
| Nice                 | 4 - 1 | Caen                  | Allianz Riviera           | 12 de mayo | 21:00 |
| París Saint-Germain  | 0 - 2 | Stade Rennes          | Parc des Princes          | 12 de mayo | 21:00 |
| Estrasburgo          | 3 - 2 | Olympique de Lyon     | Stade de la Meinau        | 12 de mayo | 21:00 |

| Caen                  | 0 - 0 | París Saint-Germain  | Stade Michel d'Ornano   | 19 de mayo | 21:00 |
| Dijon                 | 2 - 1 | Angers               | Stade Gaston Gérard     | 19 de mayo | 21:00 |
| Olympique de Lyon     | 3 - 2 | Nice                 | Parc OL                 | 19 de mayo | 21:00 |
| Olympique de Marsella | 2 - 1 | Amiens               | Stade Vélodrome         | 19 de mayo | 21:00 |
| Metz                  | 0 - 4 | Girondins de Burdeos | Stade Saint-Symphorien  | 19 de mayo | 21:00 |
| Nantes                | 1 - 0 | Estrasburgo          | Stade de la Beaujoire   | 19 de mayo | 21:00 |
| Stade Rennes          | 1 - 1 | Montpellier          | Roazhon Park            | 19 de mayo | 21:00 |
| Saint-Étienne         | 5 - 0 | Lille                | Stade Geoffroy-Guichard | 19 de mayo | 21:00 |
| Toulouse              | 2 - 1 | Guingamp             | Stadium Municipal       | 19 de mayo | 21:00 |
| Troyes                | 0 - 3 | Mónaco               | Stade de l'Aube         | 19 de mayo | 21:00 |

| Ligue 1                                |
|                                        |
| Campeón París Saint-Germain 7.° título |

## Partido de ascenso y descenso
En los play-offs de ascenso y descenso se enfrentaron el 18° clasificado de la Ligue 1 2017-18 (Toulouse) contra el ganador de la repesca de la Ligue 2 2017-18 (AC Ajaccio) en una serie de dos partidos a ida y vuelta. El partido de ida se jugó a puerta cerrada y se trasladó al Estadio de la Mosson en Montpellier tras los acontecimientos del bloque de la liga 2 entre Le Havre y Ajaccio.
| 23 de mayo de 2018 | AC Ajaccio | 0:3 (0:1) | Toulouse                                | Stade de la Mosson, Montpellier |                          |
|                    |            | Reporte   | Gradel 45+3' · Jullien 51' · Sanogo 65' | Árbitro(s): Ruddy Buquet        | Árbitro(s): Ruddy Buquet |

| 27 de mayo de 2018 | Toulouse   | 1:0 (0:0) | AC Ajaccio | Stade de Toulouse, Toulouse |                            |
|                    | Durmaz 88' | Reporte   |            | Árbitro(s): Benoît Bastien  | Árbitro(s): Benoît Bastien |

## Estadísticas

### Máximos goleadores
| Pos.                                     | Jugador         | Equipo                | Goles | Penal | Asist. | Part. | Minutos | Puntos |
| ---------------------------------------- | --------------- | --------------------- | ----- | ----- | ------ | ----- | ------- | ------ |
| 1º                                       | Edinson Cavani  | París Saint-Germain   | 28    | 3     | 5      | 32    | 2581    | 57     |
| 2°                                       | Florian Thauvin | Olympique de Marsella | 22    | 3     | 11     | 35    | 2949    | 48     |
| 3º                                       | Memphis Depay   | Olympique de Lyon     | 19    | 2     | 9      | 36    | 2555    | 37     |
| 4º                                       | Neymar          | París Saint-Germain   | 19    | 4     | 13     | 20    | 1796    | 34     |
| 5º                                       | Mariano Díaz    | Olympique de Lyon     | 18    | 1     | 4      | 34    | 2508    | 37     |
| 6º                                       | Radamel Falcao  | AS Monaco             | 18    | 3     | 5      | 26    | 2127    | 37     |
| Última actualización: 20 de mayo de 2018 |                 |                       |       |       |        |       |         |        |

### Máximos asistentes
| Pos.                                     | Jugador          | Equipo                | Asist. | B. Parado | Part. | Minutos |
| ---------------------------------------- | ---------------- | --------------------- | ------ | --------- | ----- | ------- |
| 1º                                       | Neymar           | París Saint-Germain   | 13     | 1         | 10    | 1796    |
| 2º                                       | Dimitri Payet    | Olympique de Marsella | 13     | 4         | 11    | 2347    |
| 3º                                       | Matthieu Dossevi | FC Metz               | 11     | 2         | 10    | 2419    |
| 4º                                       | Florian Thauvin  | Olympique de Marsella | 11     | 2         | 10    | 2863    |
| 5°                                       | Memphis Depay    | Olympique de Lyon     | 9      | 3         | 6     | 2465    |
| Última actualización: 20 de mayo de 2018 |                  |                       |        |           |       |         |

### Récords de goles
- Primer gol de la temporada: Anotado por Zinédine Machach para el Toulouse contra el AS Mónaco (4 de agosto de 2017) .
- Último gol de la temporada: Anotado por Jordi Mboula para el AS Mónaco contra el Troyes (19 de mayo de 2018) .
- Gol más rápido: Anotado a los 30 segundos por Júlio Tavares para el Dijon contra el FC Metz (13 de enero de 2018) .
- Gol más cercano al final del encuentro:Anotado en el minuto 90+5 por Dimitri Payet para el Olympique de Marsella contra el Dijon (31 de marzo de 2018) .

### Tripletas o pókers
Aquí se encuentra la lista de tripletas o hat-tricks y póker de goles (en general, tres o más goles anotados por un jugador en un mismo encuentro) convertidos en la temporada.
| Fecha      | Jugador         | Goles             | Local                 | Resultado | Visitante         | Jornada    |
| ---------- | --------------- | ----------------- | --------------------- | --------- | ----------------- | ---------- |
| 13/08/2017 | Radamel Falcao  | 3' 37' 51'        | Dijon                 | 1 - 4     | Mónaco            | Jornada 2  |
| 22/10/2017 | Memphis Depay   | 48' 65' 70'       | Troyes                | 0 - 5     | Olympique de Lyon | Jornada 10 |
| 17/01/2018 | Neymar          | 42' 57' 73' 83'   | París Saint-Germain   | 8 - 0     | Dijon             | Jornada 21 |
| 02/02/2018 | Florian Thauvin | 8' 44' 56'        | Olympique de Marsella | 6 - 3     | Metz              | Jornada 24 |
| 11/03/2018 | Alassane Pléa   | 24' 47' 58' 90+1' | EA Guingamp           | 2 - 5     | Olympique de Niza | Jornada 29 |
| 19/05/2018 | Memphis Depay   | 48' 65' 86'       | Olympique de Lyon     | 3 - 2     | Olympique de Niza | Jornada 38 |

## Premios

### Mejor jugador del mes
| Mes        | Jugador         | Equipo                | Ref.   |
| ---------- | --------------- | --------------------- | ------ |
| Agosto     | Radamel Falcao  | Mónaco                | [ 46 ] |
| Septiembre | Steve Mandanda  | Olympique de Marsella | [ 47 ] |
| Octubre    | Nabil Fekir     | Olympique de Lyon     | [ 48 ] |
| Noviembre  | Florian Thauvin | Olympique de Marsella | [ 49 ] |
| Diciembre  | Neymar Júnior   | París Saint-Germain   | [ 50 ] |
| Enero      | Florian Thauvin | Olympique de Marsella | [ 51 ] |
| Febrero    | Mathieu Debuchy | AS Saint-Étienne      |        |
| Marzo      | Kylian Mbappé   | París Saint-Germain   |        |
| Abril      | Memphis Depay   | Olympique de Lyon     |        |

### Trofeos UNFP
- Mejor jugador:  Neymar Júnior  (París Saint-Germain)
- Mejor portero:  Steve Mandanda (Olympique de Marsella)
- Mejor jugador joven:  Kylian Mbappé (París Saint-Germain)
- Mejor entrenador:  Unai Emery (París Saint-Germain)
- Mejor gol:  Malcom (Girondins de Bordeaux) contra el Dijon FCO (Jornada 16)

- Equipo Ideal de la Liga:

| Portero        | Defensores                                       | Mediocampistas                          | Delanteros                                 |
| -------------- | ------------------------------------------------ | --------------------------------------- | ------------------------------------------ |
| Steve Mandanda | Ferland Mendy Marquinhos Thiago Silva Dani Alves | Marco Verratti Luiz Gustavo Nabil Fekir | Neymar Júnior Edinson Cavani Kylian Mbappé |

## Fichajes

### Fichajes más caros

#### Verano
| Pos. | Jugador         | Club de destino     | Club de origen      | Precio (€)  | Ref.   |
| ---- | --------------- | ------------------- | ------------------- | ----------- | ------ |
| 1.º  | Neymar Júnior   | París Saint-Germain | Barcelona           | 222.000.000 | [ 52 ] |
| 2.º  | Youri Tielemans | Mónaco              | Anderlecht          | 25.000.000  |        |
| 3.º  | Ismaïla Sarr    | Stade Rennes        | Metz                | 17.000.000  |        |
| 4.º  | Yuri Berchiche  | París Saint-Germain | Real Sociedad       | 16.000.000  | [ 53 ] |
| 5.º  | Terence Kongolo | Mónaco              | Feyenoord Rotterdam | 15.000.000  |        |

#### Invierno
| Pos. | Jugador         | Club de destino   | Club de origen | Precio (€) | Ref. |
| ---- | --------------- | ----------------- | -------------- | ---------- | ---- |
| 1.º  | Pietro Pellegri | Mónaco            | Genoa          | 21.000.000 |      |
| 2.º  | Martin Terrier  | Olympique de Lyon | Lille          | 11.000.000 |      |
| 3.º  | Rafik Guitane   | Stade Rennes      | Le Havre       | 10.000.000 |      |
| 4.º  | Diafra Sakho    | Stade Rennes      | West Ham       | 10.000.000 |      |
| 5.º  | Paul Baysse     | Bordeaux          | Málaga         | 1.000.000  |      |

### Ventas más caras

#### Verano
| Pos. | Jugador             | Club de destino | Club de origen    | Precio (€) | Ref. |
| ---- | ------------------- | --------------- | ----------------- | ---------- | ---- |
| 1.º  | Benjamin Mendy      | Manchester City | Mónaco            | 57.500.000 |      |
| 2.º  | Alexandre Lacazette | Arsenal         | Olympique de Lyon | 53.000.000 |      |
| 3.º  | Bernardo Silva      | Manchester City | Mónaco            | 50.000.000 |      |
| 4.º  | Corentin Tolisso    | Bayern Múnich   | Olympique de Lyon | 41.500.000 |      |
| 5.º  | Tiemoué Bakayoko    | Chelsea         | Mónaco            | 40.000.000 |      |

#### Invierno
| Pos. | Jugador          | Club de destino   | Club de origen      | Precio (€) | Ref. |
| ---- | ---------------- | ----------------- | ------------------- | ---------- | ---- |
| 1.º  | Lucas Moura      | Tottenham Hotspur | París Saint-Germain | 28.500.000 |      |
| 2.º  | Guido Carrillo   | Southampton       | AS Monaco           | 22.000.000 |      |
| 3.º  | Martin Terrier   | Olympique de Lyon | Lille               | 11.000.000 |      |
| 4.º  | Bryan Dabo       | Fiorentina        | Saint-Étienne       | 4.500.000  |      |
| 5.º  | Vincent Koziello | FC Köln           | Niza                | 3.000.000  |      |